# Staatsminister (Irland)
Es gibt in der Republik Irland zwei verschiedene Posten eines Staatsministers:
- Den „normalen“ Staatsminister
- Den Staatsminister des Taoiseach.

Beide Posten unterscheiden sich grundlegend voneinander.

## Staatsminister
Ein Staatsminister (irisch: Aire Stáit – Minister of State) in der Republik Irland ist eine Art Junior-Minister, der nicht als Teil der Regierung gilt. Staatsminister sind einem oder mehreren Ministerien zugeordnet. Im Gegensatz zu anderen Kabinettsmitgliedern, die vom Präsidenten auf Vorschlag des Taoiseach eingesetzt werden, werden Staatsminister vom Kabinett eingesetzt und vom Taoiseach vorgeschlagen.
Der Posten des Staatsministers wurde 1977 durch den Act of the Oireachtas eingeführt und 1978 erstmals umgesetzt. Der Staatsminister ersetzte den Posten des Parlamentarischen Staatssekretärs, einen untergeordneten Ministerposten, der von 1924 bis 1978 existierte. Im ursprünglichen Gesetz von 1977 war eine Begrenzung auf 10 Staatsminister festgeschrieben, die jedoch 1980 auf 15 und 1995 auf 17 angehoben wurde.

## Staatsminister des Taoiseach
Der Staatsminister des Taoiseach (Minister of State at the Department of the Taoiseach) ist prinzipiell der Fraktionsführer und ranghöchste Staatsminister in Irland. Die Rolle des Fraktionsführers ist hauptsächlich die Verantwortlichkeit für alle Regierungsparteien, z. B. die Sicherstellung, dass sämtliche Abgeordneten – einschließlich Ministern – ihre Tätigkeiten ausführen und die Regierung in allen Fragen unterstützen.
Im Einzelnen sind die Hauptaufgaben folgende:
- Teilnahme an Regierungstreffen
- Vorbereitung von wöchentlichen Berichten für den Taoiseach
- Überwachung der Planung von Unterhausangelegenheiten
- Einberufung von Abstimmungsrunden mit der Opposition
- Vorsitz beim Gesetzgebungs-Komitee

## Staatsminister in der 31. Regierung Irlands
Seit der Regierungsumbildung im Jahr 2017 gibt es folgende Staatsminister in der Regierung von Leo Varadkar:
- Seán Kyne – Minister of State at the Department of the Taoiseach with special responsibility for Gaeilge, Gaeltacht and the Islands, Government Chief Whip
- Mary Mitchell O’Connor – Minister of State with special responsibility for Higher Education
- Paul Kehoe – Minister of State with special responsibility for Defence
- Finian McGrath – Minister of State with special responsibility for Disability Issues
- Ciarán Cannon – Minister of State with special responsibility for the Diaspora and International Development
- Damien English – Minister of State with special responsibility for Housing and Urban Development
- David Stanton – Minister of State with special responsibility for Equality, Immigration and Integration
- Pat Breen – Minister of State with special responsibility for Trade, Employment, Business, EU Digital Single Market and Data Protection
- Catherine Byrne – Minister of State with special responsibility for Health Promotion and the National Drugs Strategy
- Andrew Doyle – Minister of State with special responsibility for Food, Forestry and Horticulture
- John Halligan – Minister of State with special responsibility for Training, Skills, Innovation, Research and Development
- Patrick O’Donovan – Minister of State with special responsibility for Public Procurement, Open Government and eGovernment
- Helen McEntee – Minister of State for European Affairs
- Kevin „Boxer“ Moran, – Minister of State with special responsibility for the Office of Public Works and Flood Relief
- John Paul Phelan – Minister of State with special responsibility for Local Government and Electoral Reform
- Jim Daly – Minister of State with special responsibility for Mental Health and Older People
- Brendan Griffin – Minister of State with special responsibility for Tourism and Sport
- Michael D’Arcy – Minister of State with special responsibility for Financial Services and Insurance
- Seán Canney – Minister of State for Community Development, Natural Resources and Digital Development